# Arbeitsgemeinschaft der Wissenschaftlichen Medizinischen Fachgesellschaften
Die Arbeitsgemeinschaft der Wissenschaftlichen Medizinischen Fachgesellschaften e. V. (AWMF) ist der deutsche Dachverband von 185 wissenschaftlichen Fachgesellschaften der Medizin. Ihr Zweck ist das Fördern evidenzbasierter Medizin in Lehre und Praxis.
Seit 1995 koordiniert die AWMF die Entwicklung von medizinischen Leitlinien für Diagnostik und Therapie durch die einzelnen Wissenschaftlichen Medizinischen Fachgesellschaften. Der Verband wurde am 10. November 1962 in Frankfurt am Main gegründet. Er ist als gemeinnützig anerkannt (Förderung der Wissenschaft).

## Aufgaben und Ziele
Der Verein berät über grundsätzliche und fachübergreifende Angelegenheiten und Aufgaben, erarbeitet Empfehlungen und Resolutionen und vertritt diese gegenüber den damit befassten Institutionen, insbesondere auch im politischen Raum. Neben den – angesichts der zunehmenden Spezialisierung immer dringenderen – Aufgaben der inneren Zusammenarbeit will sie damit die Interessen der medizinischen Wissenschaft verstärkt nach außen zur Geltung bringen.
Einige Beispiele sind:
- Medizinische Leitlinien für Diagnostik und Therapie, siehe AWMF-Leitlinienprogramm und Leitlinienprogramm Onkologie
- Aus-, Weiter- und Fortbildung in der Medizin
- Interdisziplinäre Zusammenarbeit medizinischer Fächer
- Klassifikationssysteme in der Medizin (z. B. ICD, OPS)
- Versorgung mit wissenschaftlicher Literatur (Bibliotheken, wissenschaftliche Zeitschriften), z. B. durch die Herausgabe eines Journals German Medical Science als Open Access

Der Verein ist mit seinen eigenständigen Aufgaben neben den anderen Verbänden wie Bundesärztekammer, Medizinischer Fakultätentag, Verband der Universitätsklinika Deutschlands, Gemeinschaft Fachärztlicher Berufsverbände und den Einrichtungen der Wissenschaftsförderung (z. B. DFG) eine wichtige Institution im Bereich der Organisation medizinischer Versorgung. Die AWMF bemüht sich um fruchtbare Zusammenarbeit mit anderen medizinischen wissenschaftlichen Organisationen sowie den zuständigen politischen Gremien im Interesse einer leistungs- und zukunftsorientierten Weiterentwicklung der medizinischen Wissenschaften und ihrer Umsetzung in der ärztlichen Praxis.
Zusammen mit der Deutschen Krebshilfe und der Deutschen Krebsgesellschaft gibt die AWMF Patientenleitlinien zu Magenkrebs, den verschiedenen Formen von Brustkrebs und des Prostatakarzinoms in allgemeinverständlichen Broschüren kostenlos heraus.

## Kooperationen
Die AWMF wirkt mit Vertreterinnen und Vertretern in nationalen und internationalen Gremien unterschiedlichster Institutionen und Behörden mit. Dabei pflegt sie Kooperationen mit verschiedenen Institutionen und Organisationen.
- Nationale Versorgungsleitlinien (NVL-Programm)
- Leitlinienprogramm Onkologie mit Deutsche Krebsgesellschaft & Deutsche Krebshilfe
- DRG-Fachkommission von Bundesärztekammer und AWMF
- Mitherausgeber von German Medical Science mit ZB MED
- Medizinischer Fakultätentag (MFT)
- Kooptiertes Mitglied im Vorstand von Deutsches Netzwerk Versorgungsforschung (DNVF)

Internationale Beteiligung:
- Rat für Internationale Organisationen der medizinischen Wissenschaft (CIOMS) bei der WHO
- Gründungsmitglied von Guidelines International Network (GIN)

Nationale Beteiligung (Auswahl):
- Nationaler Krebsplan des Bundesministeriums für Gesundheit
- Kuratorium für Fragen der Klassifikation im Gesundheitswesen (KKG)
- Kuratorium des Institut für Qualität und Wirtschaftlichkeit im Gesundheitswesen (IQWiG)
- Kuratorium des Institut für Qualitätssicherung und Transparenz im Gesundheitswesen (IQTiG) & Wissenschaftlicher Beirat
- Kuratorium des Aktionsbündnis Patientensicherheit
- Beirat des Institut für medizinische und pharmazeutische Prüfungsfragen (IMPP)
- Schiedsstelle / Spruchkörper des Freiwillige Selbstkontrolle für die Arzneimittelindustrie (FSA)
- Steuerungsgruppe des Nationales Aktionsbündnis für Menschen mit Seltenen Erkrankungen  (NAMSE)
- Ausschuss von gesundheitsziele.de (Gesundheitsziele des Bundesministeriums für Gesundheit)
- Projektbeirat der Medizininformatikinitiative (MII)

## Organisation
Der Sitz der AWMF ist in Frankfurt am Main. Seit 2007 besteht die Rechtsform  eingetragener Verein. Organe des Vereins sind die Delegiertenkonferenz (Mitgliederversammlung) und das Präsidium.
Die AWMF betreibt seit 1990 eine ständige Geschäftsstelle in Berlin, bis 2016 war diese in Düsseldorf, seit 2017 ist sie in Berlin.
2009 hat die AWMF ein Institut eingerichtet, das AWMF-Institut für Medizinisches Wissensmanagement (AWMF-IMWi). Das AMWF-IMWi ist in Marburg (Lahn) beim Fachbereich Medizin der Philipps-Universität angesiedelt.

## Kommissionen
Zur Beratung besonderer Fragestellungen kann das Präsidium der AWMF ständige Kommissionen oder Ad-hoc-Kommissionen einsetzen.
Ständige Kommissionen:
- Arzneimittel
- Aufnahmen
- Aus-, Weiter- und Fortbildung
- Leitlinien
- Qualitätsentwicklung in Forschung und Lehre

Ad-hoc-Kommissionen:
- Digitalisierung & KI in der Medizin
- In-vitro-Diagnostik
- Junge AWMF
- Klima, Umwelt & Gesundheit
- Medizinprodukte
- Versorgungsstrukturen

## Veranstaltungsformate
- Delegiertenkonferenz
- Berliner Forum
- Medizin & Recht im Dialog
- AWMF im Dialog
- Leitlinienkonferenz
- Leitlinienfortildung des AWMF-IMWi
- Leitlinienseminar des AWMF-IMWi
- Symposien
- Service-Seminar

## Mitglieder des Präsidiums (Stand: November 2024)
- Rolf-Detlef Treede, Präsident
- Henning Schliephake, stellv. Präsident
- Fred Zepp, stellv. Präsident
- Manfred Gogol, Schatzmeister
- Renate Deinzer, Präsidiumsmitglied
- Steffi G. Riedel-Heller, Präsidiumsmitglied
- Thomas Schmitz-Rixen, Präsidiumsmitglied
- Sören Twarock, Präsidiumsmitglied
- Vera von Dossow, Präsidiumsmitglied
- Julia Weinmann-Menke, Präsidiumsmitglied

## Präsidenten
- 1962–1969: Herbert Junghanns, Chirurgie, Frankfurt/Main
- 1970–1973: Heinz Mittelmeier, Orthopädie, Homburg/Saar
- 1974–1985: Hans Kuhlendahl, Neurochirurgie, Düsseldorf
- 1986–1991: Karl-Heinz Vosteen, HNO-Heilkunde, Düsseldorf
- 1991–2000: Hans Reinauer, klinische Biochemie, Düsseldorf
- 2000–2009: Albrecht Encke, Chirurgie, Frankfurt/Main
- 2009–2015: Karl Heinz Rahn, Innere Medizin, Münster/Westfalen
- 2015–2021: Rolf Kreienberg, Gynäkologie und Geburtshilfe, Mainz
- 2021–0000: Rolf-Detlef Treede, Neurophysiologie, Heidelberg

## Ehrenmedaille

Ehrenmedaille der AWMF, erstmals vergeben 2012

Anlässlich des 50-jährigen Bestehens hat das Präsidium der AWMF beschlossen, eine „Ehrenmedaille der AWMF“ an Persönlichkeiten zu vergeben, die sich um die Belange der wissenschaftlichen Medizin besonders verdient gemacht haben.
Die Medaille erhielten:
- 2012: Rainer Hess
- 2018: Hans-Konrad Selbmann
- 2019: Hans Reinauer
- 2022: Albrecht Encke

## Mitglieder
Stand: Mai 2025
1. Deutsche Adipositas-Gesellschaft
2. Deutsche AIDS-Gesellschaft
3. Deutsche Gesellschaft für Allergologie und klinische Immunologie
4. Deutsche Gesellschaft für Allgemein- und Viszeralchirurgie
5. Deutsche Gesellschaft für Allgemeinmedizin und Familienmedizin
6. Deutsche Gesellschaft für Anästhesiologie und Intensivmedizin
7. Anatomische Gesellschaft
8. Deutsche Gesellschaft für Andrologie
9. Deutsche Gesellschaft für Angiologie
10. Deutsche Gesellschaft für Arbeitsmedizin und Umweltmedizin
11. Deutsche Gesellschaft für Arterioskleroseforschung
12. Gesellschaft für Arzneimittelanwendungsforschung und Arzneimittelepidemiologie
13. Deutsche Gesellschaft für ärztliche Entspannungsmethoden, Hypnose, Autogenes Training und Therapie
14. Deutsche Gesellschaft für Audiologie
15. Gesellschaft für Biochemie und Molekularbiologie
16. Deutsche Gesellschaft für Biologische Psychiatrie
17. Deutsche Region der Internationalen Biometrischen Gesellschaft
18. Deutsche Gesellschaft für Chirurgie
19. Deutsche Dermatologische Gesellschaft
20. Deutsche Diabetes-Gesellschaft
21. Deutsche Gesellschaft für Endokrinologie
22. Deutsche Gesellschaft für Endoskopie und Bildgebende Verfahren
23. Deutsche Gesellschaft für Epidemiologie
24. Deutsche Gesellschaft für Epileptologie
25. Deutsche Gesellschaft für Ernährungsmedizin
26. Akademie für Ethik in der Medizin
27. Deutsches Netzwerk Evidenzbasierte Medizin
28. Deutsche Gesellschaft für Gastroenterologie, Verdauungs- und Stoffwechselkrankheiten
29. Deutsche Gesellschaft für Gefäßchirurgie und Gefäßmedizin
30. Deutsche Gesellschaft für Geriatrie
31. Deutsche Gesellschaft für Gerontologie und Geriatrie
32. Deutsche Gesellschaft für Gerontopsychiatrie und -psychotherapie
33. Deutsche Gesellschaft für Geschichte der Nervenheilkunde
34. Deutsche Gesellschaft für Gesundheitsökonomie
35. Deutsche Gesellschaft für Gynäkologie und Geburtshilfe
36. Deutsche Gesellschaft für Hals-Nasen-Ohren-Heilkunde, Kopf- und Hals-Chirurgie
37. Deutsche Gesellschaft für Hämatologie und Medizinische Onkologie
38. Deutsche Gesellschaft für Handchirurgie
39. Deutsche Gesellschaft für Hebammenwissenschaft
40. Deutsche Gesellschaft für Humangenetik
41. Arbeitsgemeinschaft für Angewandte Humanpharmakologie
42. Deutsche Gesellschaft für Hygiene und Mikrobiologie
43. Gesellschaft für Hygiene, Umweltmedizin und Präventivmedizin
44. Deutsche Gesellschaft für Hypertonie und Prävention
45. Deutsche Gesellschaft für Immungenetik
46. Deutsche Gesellschaft für Immunologie
47. Deutsche Gesellschaft für Implantologie im Zahn-, Mund- und Kieferbereich
48. Deutsche Gesellschaft für Infektiologie
49. Paul-Ehrlich-Gesellschaft für Infektionstherapie
50. Deutsche Gesellschaft für Innere Medizin
51. Deutsche Interdisziplinäre Vereinigung für Intensiv- und Notfallmedizin
52. Deutsche Gesellschaft für Internistische Intensivmedizin und Notfallmedizin
53. Deutsche Gesellschaft für Kardiologie – Herz- und Kreislaufforschung
54. Deutsche Gesellschaft für Kieferorthopädie
55. Deutsche Gesellschaft für Kinder- und Jugendmedizin
56. Deutsche Gesellschaft für Kinder- und Jugendpsychiatrie, Psychosomatik und Psychotherapie
57. Gesellschaft für Kinder- und Jugendrheumatologie
58. Deutsche Gesellschaft für Kinderchirurgie
59. Deutsche Gesellschaft für Kinderzahnheilkunde
60. Deutsche Vereinte Gesellschaft für Klinische Chemie und Laboratoriumsmedizin
61. Deutsche Gesellschaft für Klinische Neurophysiologie und Funktionelle Bildgebung
62. Deutsche Gesellschaft für Klinische Pharmakologie und Therapie
63. Deutsche Gesellschaft für Klinische Psychotherapie, Prävention und Psychosomatische Rehabilitation
64. Gesellschaft für Klinische Toxikologie
65. Deutsche Gesellschaft für Koloproktologie
66. Deutsche Kontinenz Gesellschaft
67. Bundesverband Deutscher Krankenhausapotheker
68. Deutsche Gesellschaft für Krankenhaushygiene
69. Deutsche Krebsgesellschaft
70. Deutschsprachige Gesellschaft für Kunst und Psychopathologie des Ausdrucks
71. Deutsche Gesellschaft für Biphotonik und Lasermedizin
72. Deutsche Gesellschaft für Luft- und Raumfahrtmedizin
73. Gesellschaft Deutschsprachiger Lymphologen
74. Deutsche Gesellschaft für Manuelle Medizin
75. Fachverband Medizingeschichte
76. Gesellschaft für Medizinische Ausbildung
77. Deutsche Gesellschaft für Medizinische Informatik, Biometrie und Epidemiologie
78. Deutsche Gesellschaft für Medizinische Physik
79. Deutsche Gesellschaft für Medizinische Psychologie
80. Deutsche Gesellschaft für Medizinische Psychologie und Psychopathometrie
81. Deutsche Gesellschaft für Medizinische Soziologie
82. Deutsche Gesellschaft für Medizinrecht
83. Deutsche Migräne- und Kopfschmerz-Gesellschaft
84. Deutsche Gesellschaft für Mund-, Kiefer- und Gesichtschirurgie
85. Deutschsprachige Mykologische Gesellschaft
86. Deutsche Gesellschaft für Naturheilkunde
87. Gesellschaft für Neonatologie und Pädiatrische Intensivmedizin
88. Deutsche Gesellschaft für Nephrologie
89. Deutsche Gesellschaft für Neurochirurgie
90. Deutsche Gesellschaft für Neurogastroenterologie und Motilität
91. Deutsche Gesellschaft für Neurointensiv- und Notfallmedizin
92. Deutsche Gesellschaft für Neurologie
93. Deutsche Gesellschaft für Neuromodulation
94. Gesellschaft für Neuropädiatrie
95. Deutsche Gesellschaft für Neuropathologie und Neuroanatomie
96. Arbeitsgemeinschaft für Neuropsychopharmakologie und Pharmakopsychiatrie
97. Deutsche Gesellschaft für Neuroradiologie
98. Deutsche Gesellschaft für Neurorehabilitation
99. Deutsche Gesellschaft für Neurowissenschaftliche Begutachtung
100. Deutsche Gesellschaft für interdisziplinäre Notfall- und Akutmedizin
101. Deutsche Gesellschaft für Nuklearmedizin
102. Deutsche Ophthalmologische Gesellschaft
103. Deutsche Gesellschaft für Orthopädie und Orthopädische Chirurgie
104. Deutsche Gesellschaft für Orthopädie und Unfallchirurgie
105. Deutsche Gesellschaft für Osteologie
106. Gesellschaft für Pädiatrische Allergologie und Umweltmedizin
107. Deutsche Gesellschaft für pädiatrische und adoleszente Endokrinologie und Diabetologie
108. Gesellschaft für Pädiatrische Gastroenterologie und Ernährung
109. Arbeitsgemeinschaft für Pädiatrische Immunologie
110. Deutsche Gesellschaft für Pädiatrische Infektiologie
111. Deutsche Gesellschaft für Pädiatrische Kardiologie und Angeborene Herzfehler
112. Gesellschaft für Pädiatrische Nephrologie
113. Gesellschaft für Pädiatrische Onkologie und Hämatologie
114. Gesellschaft für Pädiatrische Pneumologie
115. Gesellschaft für Pädiatrische Radiologie
116. Deutsche Gesellschaft für Palliativmedizin
117. Deutschsprachige Medizinische Gesellschaft für Paraplegiologie
118. Deutsche Gesellschaft für Parkinson und Bewegungsstörungen
119. Deutsche Gesellschaft für Parodontologie
120. Deutsche Gesellschaft für Pathologie
121. Deutsche Gesellschaft für Perinatale Medizin
122. Deutsche Gesellschaft für Pflegewissenschaft
123. Deutsche Gesellschaft für Pharmakologie
124. Deutsche Gesellschaft für Pharmazeutische Medizin
125. Deutsche Gesellschaft für Phlebologie und Lymphologie
126. Deutsche Gesellschaft für Phoniatrie und Pädaudiologie
127. Deutsche Gesellschaft für Physikalische und Rehabilitative Medizin
128. Deutsche Physiologische Gesellschaft
129. Gesellschaft für Phytotherapie
130. Deutsche Gesellschaft für Plastische und Wiederherstellungschirurgie
131. Deutsche Gesellschaft für Plastische, Rekonstruktive und Ästhetische Chirurgie
132. Deutsche Gesellschaft für Pneumologie und Beatmungsmedizin
133. Deutsche Gesellschaft für Prävention und Rehabilitation von Herz-Kreislauferkrankungen
134. Deutsche Gesellschaft für Prothetische Zahnmedizin und Biomaterialien
135. Deutsche Gesellschaft für Psychiatrie, Psychotherapie und Psychotherapie, Psychosomatik und Nervenheilkunde
136. Deutsche Gesellschaft für Psychoanalyse, Psychotherapie, Psychosomatik und Tiefenpsychologie
137. Deutsche Gesellschaft für Psychologische Schmerztherapie und -forschung
138. Deutsche Gesellschaft für Psychosomatische Frauenheilkunde und Geburtshilfe
139. Deutsche Gesellschaft für Psychosomatische Medizin und Ärztliche Psychotherapie
140. Deutsches Kollegium für Psychosomatische Medizin
141. Deutschsprachige Gesellschaft für Psychotraumatologie
142. Deutsche Gesellschaft für Public Health
143. Gesellschaft für Qualitätsmanagement in der Gesundheitsversorgung
144. Gesellschaft zur Förderung der Qualitätssicherung in medizinischen Laboratorien
145. Deutsche Gesellschaft für Radioonkologie
146. Deutsche Gesellschaft für Rechtsmedizin
147. Deutsche Gesellschaft für Rehabilitationswissenschaften
148. Deutsche Gesellschaft für Reproduktionsmedizin
149. Deutsche Gesellschaft für Rheumatologie
150. Deutsche Röntgengesellschaft, Gesellschaft für Medizinische Radiologie
151. Gesellschaft für Schädelbasischirurgie
152. Deutsche Gesellschaft für Schlafforschung und Schlafmedizin
153. Deutsche Schlaganfall-Gesellschaft
154. Deutsche Schmerzgesellschaft
155. Deutsche Gesellschaft für Senologie
156. Deutsche Sepsis-Gesellschaft
157. Deutsche Gesellschaft für Sexualforschung
158. Deutsche STI-Gesellschaft–Gesellschaft zur Förderung der sexuellen Gesundheit
159. Deutsche Gesellschaft für Sexualmedizin und Sexualpsychologie
160. Deutsche Gesellschaft für Sozialmedizin und Prävention
161. Deutsche Gesellschaft für Sozialpädiatrie und Jugendmedizin
162. Deutsche Gesellschaft für Sportmedizin und Prävention
163. Deutsche Gesellschaft für Suchtforschung und Suchttherapie
164. Gesellschaft für Tauch- und Überdruckmedizin
165. Deutsche Gesellschaft für Thorax-, Herz- und Gefäßchirurgie
166. Deutsche Gesellschaft für Thoraxchirurgie
167. Gesellschaft für Thrombose- und Hämostaseforschung
168. Deutsche Gesellschaft für Transfusionsmedizin und Immunhämatologie
169. Gesellschaft für Transitionsmedizin
170. Deutsche Transplantationsgesellschaft
171. Deutsche Gesellschaft für Tropenmedizin, Reisemedizin und Globale Gesundheit
172. Deutsche Gesellschaft für Ultraschall in der Medizin
173. Deutsche Gesellschaft für Unfallchirurgie
174. Deutsche Gesellschaft für Urologie
175. Deutsche Gesellschaft für Verbrennungsmedizin
176. Deutsche Gesellschaft für Verhaltensmedizin und Verhaltensmodifikation
177. Deutsche Ärztliche Gesellschaft für Verhaltenstherapie
178. Deutsche Gesellschaft für Verkehrsmedizin
179. Gesellschaft für Virologie
180. Deutsche Gesellschaft für Wehrmedizin und Wehrpharmazie
181. Deutsche Wirbelsäulengesellschaft
182. Deutsche Gesellschaft für Wundheilung und Wundbehandlung
183. Deutsche Gesellschaft für Zahn-, Mund- und Kieferheilkunde
184. Deutsche Gesellschaft für Zahnerhaltung
185. Deutsche Gesellschaft für Zytologie

## Assoziierte Mitglieder
- AG „Chemie in der Medizinerausbildung“ der Gesellschaft Deutscher Chemiker (GDCh)
- Dachverband Osteologie
- Deutsche Gesellschaft für Biomedizinische Technik  im Verband der Elektrotechnik, Elektronik und Informationstechnik

## Kritik
Die Organisationen Transparency International (TI Deutschland), Leitlinienwatch und MEZIS warfen der AWMF 2022 vor, dass sie Interessenkonflikte mit der Industrie verharmlosen würde. Als Vorbild nennen sie den „Physician Payments Sunshine Act“ in den USA. Danach müsse die Industrie die Geldflüsse an alle Akteure und Akteurinnen im Gesundheitswesen offenlegen.